# Halechiniscus macrocephalus
Halechiniscus macrocephalus är en djurart som tillhör fylumet trögkrypare, och som beskrevs av Grimaldi de Zio, D'Addabbo Gallo och Morone De Lucia 1988. Halechiniscus macrocephalus ingår i släktet Halechiniscus och familjen Halechiniscidae. Inga underarter finns listade i Catalogue of Life.